# Proces diabatyczny
Proces diabatyczny (δια- (grecki) znaczy  poprzez) -  w termodynamice, meteorologii, oceanografii i fizyce oznacza proces, który nie jest adiabatyczny, czyli zachodzący z wymianą z otoczeniem energii w postaci ciepła.
W procesie diabatycznym temperatura cząstki próbnej zmienia się poprzez oddziaływanie z otoczeniem, a nie tylko poprzez przemiany wewnętrzne.